# 梅田三次郎
梅田 三次郎（うめだ さんじろう）は、日本の実業家。スポーツニッポン社の創業メンバーである。

## 来歴
大阪府の明星商業学校を経て、慶應義塾大学に進学した。大学では慶應義塾大学ソッカー部に所属した。
戦後の1949年に『スポーツニッポン』が創刊された際には専務として参加し、後に代表取締役となった。創刊当時は選抜高等学校野球大会の選考委員を務めており、子息が在学していた大阪府立北野高等学校が出場チームに選ばれて優勝している。子息も後に慶應義塾大学を経てスポーツニッポン社に入社した。
その後は毎日新聞顧問も務めた。また、慶應連合三田会ソッカー部理事長などを歴任した。

## 代表歴

### 出場大会
- 第7回極東選手権競技大会

### 試合数
- 国際Aマッチ 2試合 0得点

| 日本代表 | 国際Aマッチ | 国際Aマッチ | その他 | その他 | 期間通算 | 期間通算 |
| 年       | 出場        | 得点        | 出場   | 得点   | 出場     | 得点     |
| -------- | ----------- | ----------- | ------ | ------ | -------- | -------- |
| 1925     | 2           | 0           | 0      | 0      | 2        | 0        |
| 通算     | 2           | 0           | 0      | 0      | 2        | 0        |